# Christian Ramus (matematiker)
 For alternative betydninger, se Christian Ramus. (Se også artikler, som begynder med Christian Ramus)
Christian Ramus (født 5. december 1806 i Nykøbing på Falster, død 10. juni 1856 i København) var en dansk matematiker, brodersøn til Christian Ramus. 
Ramus blev student 1826 og tog magistergraden 1832; 1831 vandt han præmien for universitetets prisopgave. Hans virksomhed falder ved Polyteknisk Læreanstalt og universitetet, ved hvilke han var lærer fra henholdsvis 1831 og 1833 til sin død; ved Læreanstalten opnåede han 1838 fast ansættelse og blev medlem af bestyrelsen, ved universitetet var han lektor indtil 1834, derefter ekstraordinær og fra 1850 ordentlig professor. 1834 optog Videnskabernes Selskab ham som medlem. 
Ramus har skrevet flere afhandlinger i Videnskabernes Selskabs oversigter og Crelle’s Journal, men hans arbejde som matematisk forfatter er væsentlig nedlagt i en række for sin tid fortræffelige lærebøger, nemlig: Trigonometri (1837), Algebra og Funktionslære (1840), Differential- og Integralregning (1844), Analytisk Geometri (1848), Analytisk Mekanik (1852), Geometri med Stereometri (1850), Elementær Algebra (1855) og endelig Astronomi (udg. efter hans død, 1857). 
Disse bøger udmærker sig ved stringens og stor righoldighed, men er vanskelige ved deres knaphed; det må i det hele siges om Ramus som lærer, at han gavnede ved sine ubøjelige fordringer til eksakthed, men manglede noget evne til at lette vejen for eleverne og — hvad han viste som eksaminator ved Artium og stiller af skolernes eksamensopgaver — forståelse af, hvad der er let og svært.